# Helene Rosenhainer
Helene Rosenhainer (verheiratete Keiling; * 12. Juni 1899 in Leumnitz bei Gera; † 19. März 1983 in Gera) war eine deutsche Politikerin (KPD).

## Leben
Helene Rosenhainer stammte aus einer kinderreichen Arbeiterfamilie. Nach dem Besuch der Volksschule arbeitete sie in einer Strickerei. Im Jahr 1924 schloss sie sich der Kommunistischen Partei (KPD) an. Drei Jahre später engagierte sie sich auch gewerkschaftlich und wurde 1928 Betriebsratsvorsitzende. Rosenhainer war seit 1924 Mitglied der KPD-Unterbezirksleitung sowie von 1928 bis 1930 Mitglied der Bezirksleitung Thüringen. Im Juni 1929 wurde sie Mitglied des Zentralkomitees der KPD. Am 8. Dezember 1929 wurde Rosenhainer in den Landtag des Landes Thüringen gewählt. Daneben gehörte sie der Stadtverordnetenversammlung Gera an.
Wegen „persönlicher Zwistigkeiten“ trat Rosenhainer im Frühjahr 1932 von allen Parteiämtern zurück. Bis zum 25. Mai 1932 weigerte sie sich ihre Mandate als Landtagsmitglied und Stadtverordnete niederzulegen. Nachfolger im Landtag wurde Leander Kröber. Zuvor hatte das Polbüro der KPD ihren Ausschluss empfohlen. Während des Wahlkampfes zu den Reichstagswahlen im März 1933 trat sie für ihre Partei jedoch wieder öffentlich auf.
Im selben Monat kam Rosenhainer noch für einige Tage in Schutzhaft. Nach einer weiteren Festnahme am 15. August 1934 in Erfurt wurde sie in Kassel wegen „Vorbereitung zum Hochverrat“ angeklagt. Nach dem Freispruch aus „Mangel an Beweisen“ am 12. Oktober 1934 durch den Strafsenat des Oberlandesgerichts Kassel erfolgte ihre Haftentlassung. Später heiratete sie. Helene Keiling kam 1943 für sechs Wochen in das Arbeitserziehungslager Hallendorf bei Braunschweig. Nach dem Attentat vom 20. Juli 1944 wurde sie verhaftet und kam in das KZ Ravensbrück und anschließend in die Konzentrationslager Uckermark, Retzow und Salzwedel.
Nach Kriegsende wurde Keiling wieder Mitglied der KPD, bis sie 1946 der SED beitrat. Politische Funktionen hat sie nicht mehr übernommen. Am 19. März 1983 starb Helene Keiling in Gera.